# Яснополянское (Крым)
Яснополя́нское (до 1948 года переселенческий участок № 22; укр. Яснополянське, крымскотат. Yasnopolânskoye, Яснополянское) — село в Джанкойском районе Республики Крым, центр Яснополянского сельского поселения (согласно административно-территориальному делению Украины — Яснополянского сельского совета Автономной Республики Крым).

## Население
| 2001 | 2014 |
| ---- | ---- |
| 1177 | ↘723 |

Всеукраинская перепись 2001 года показала следующее распределение по носителям языка
| Язык             | Процент |
| ---------------- | ------- |
| русский          | 54.63   |
| крымскотатарский | 26.42   |
| украинский       | 17.42   |
| другие           | 0.5     |

### Динамика численности
- 1989 год — 1181 чел.[10]
- 2001 год — 1177 чел.
- 2009 год — 1250 чел.[11]
- 2014 год — 723 чел.[12]

## Современное состояние
На 2017 год в Яснополянском числится 7 улиц и 2 переулка; на 2009 год, по данным сельсовета, село занимало площадь 124 гектара на которой, в 345 дворах, проживало 1,2 тысячи человек. В селе действуют средняя общеобразовательная школа, детский сад «Пчелка», дом культуры, библиотека, отделение Почты России, село связано автобусным сообщением с райцентром и соседними населёнными пунктами.

## География
Яснополянское — село на севере района, в присивашской степи, высота центра села над уровнем моря — 12 м. Ближайшие сёла: Рюмшино в 2,5 километра на северо-запад, Володино в 4 километрах на запад и Зелёный Яр в 4 километрах на юг. Расстояние до райцентра — около 34 километров (по шоссе), ближайшая железнодорожная станция — Солёное Озеро — примерно в 21 километре. Транспортное сообщение осуществляется по региональной автодороге 35Н-181 Рюмшино — Зелёный Яр (по украинской классификации — С-0-10457).

## История
Еврейский переселенческий участок № 22 был основан около 1929 года на территории Тереклынского сельсовета. На подробной карте РККА северного Крыма 1941 года в 22 участке отмечено 22 двора. Вскоре после начала отечественной войны часть еврейского населения Крыма была эвакуирована, из оставшихся под оккупацией большинство расстреляны.
Во время Великой Отечественной войны, 8 апреля (по другим данным 11 апреля) 1944 года, во время освобождения Крыма, в бою в районе села Тереклы-Ишунь погиб рядовой Степан Сидорович Дударь из стрелково-пулемётного батальона 101-й танковой бригады. Погибшего похоронили на сельском кладбище. 8 мая 1975 года останки Дударя перезахоронили у въезда в село Яснополянское. У могилы том же году соорудили мемориал в честь воинов-односельчан, погибших на фронтах войны. Постановлением Совета министров Республики Крым № 627 от 20 декабря 2016 года памятник отнесён к категории объектов культурно-исторического наследия России регионального значения.
После освобождения Крыма от нацистов в апреле, 12 августа 1944 года было принято постановление № ГОКО-6372с «О переселении колхозников в районы Крыма» и в сентябре 1944 года в район приехали первые новоселы (27 семей) из Каменец-Подольской и Киевской областей, а в начале 1950-х годов последовала вторая волна переселенцев из различных областей Украины. С 25 июня 1946 года участок № 22 в составе Крымской области РСФСР.
Указом Президиума Верховного Совета РСФСР от 18 мая 1948 года, бывший переселенческий участок № 22 переименовали в Яснополянское. 26 апреля 1954 года Крымская область была передана из состава РСФСР в состав УССР. Время включения в Целинный сельсовет пока не установлено: на 15 июня 1960 года село уже числилось в его составе, с 1975 года — центр Яснополянского сельсовета. По данным переписи 1989 года в селе проживал 1181 человек. С 12 февраля 1991 года село в восстановленной Крымской АССР, 26 февраля 1992 года переименованной в Автономную Республику Крым. С 21 марта 2014 года в составе Крыма аннексировано Россией.